# Campiglossa frolica
Campiglossa frolica är en tvåvingeart som först beskrevs av Dirlbek och Dirlbekova 1974.  Campiglossa frolica ingår i släktet Campiglossa och familjen borrflugor. Inga underarter finns listade.